# Nenagh
Nenagh es una localidad situada en el condado de Tipperary de la provincia de Munster (República de Irlanda)
En 2016 tenía una población de 8968 habitantes.
Se encuentra ubicada en la zona centro-sur del país, cerca de las montañas Galtee al norte de Cork y al sureste de Galway.